# 公园大道桥 (纽约市)

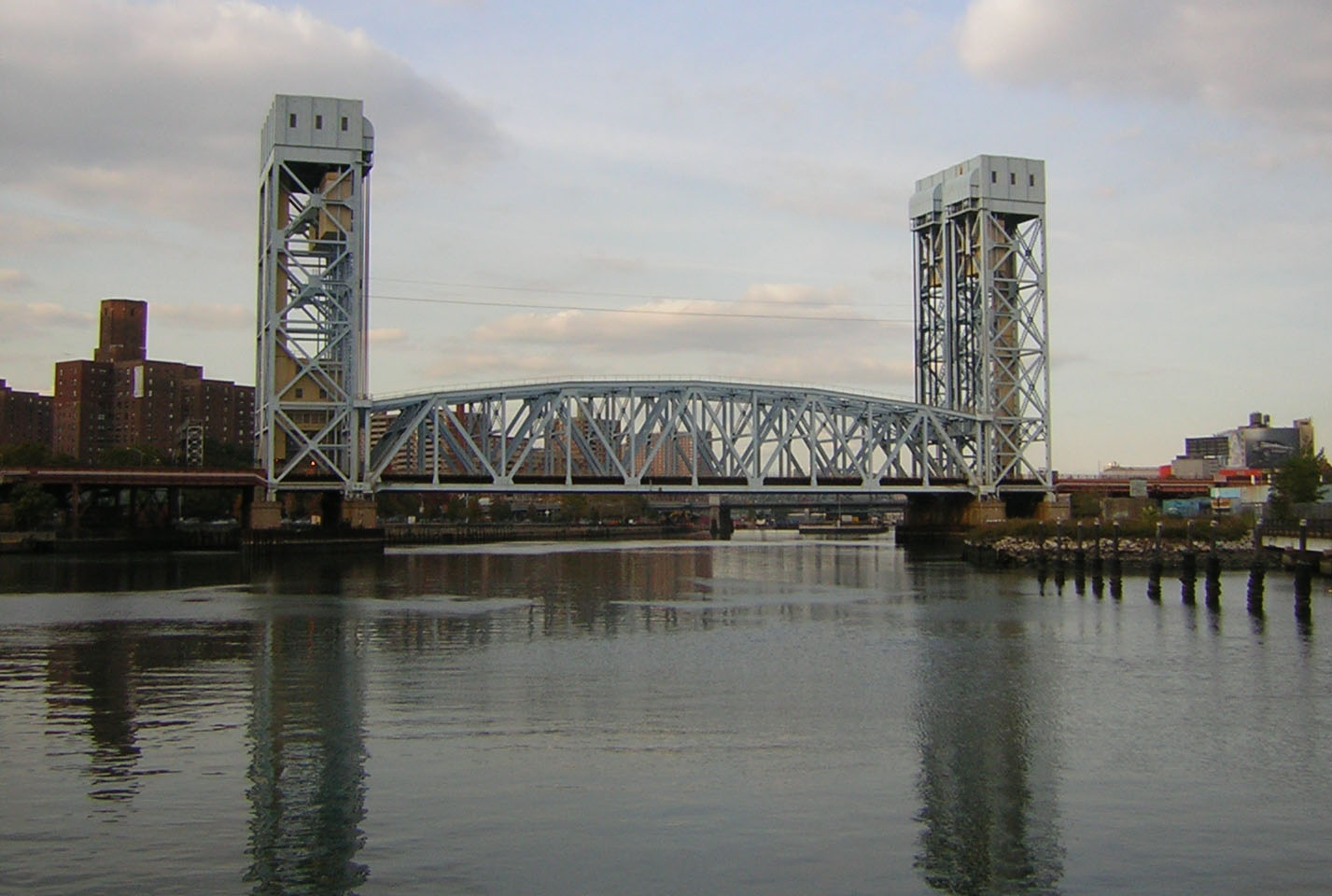

公园大道桥（英語：Park Avenue Bridge），位於美國紐約市，是大都會北方鐵路跨过哈林河的升降橋，连接了曼哈頓和布朗克斯两个行政區。